# Aleksandr Iosifovič Gerbstman
Aleksandr Iosifovič Gerbstman, scritto anche Herbstman (Rostov sul Don, 10 aprile 1900 – Stoccolma, 22 maggio 1982), è stato un compositore di scacchi russo (sovietico dal 1924).
Trascorse la gioventù nella città svizzera di Weggis, dove imparò a giocare a scacchi. Dopo essere tornato in Russia, si stabilì a Mosca. Studiò all'Istituto Superiore di Lettere ed Arti, laureandosi in scienze filologiche.
Nel 1924, presso la redazione della rivista Šachmaty v SSSR conobbe i giocatori e studisti Nikolai Grekov e Vasilij Panov, che lo indussero a dedicarsi alla composizione di studi. Nel 1934, durante un viaggio di lavoro a Leningrado, conobbe Leonid Kubbel e Aleksej Troickij. Quest'ultimo gli chiese di collaborare ad un suo libro. Gerbstman diventò amico di Troickij e compose assieme a lui alcuni studi. Dopo l'inizio della seconda guerra mondiale cercò di convincerlo a lasciare Leningrado, essendo l'esercito nazista diretto verso quella città. Troickij però scelse di rimanere, e sia lui sia Kubbel morirono nel 1942 durante l'assedio di Leningrado.
Gerbstman compose circa 350 studi, 150 dei quali ottennero premi o riconoscimenti. Vinse 22 primi premi. Nel 1959 fu tra i primi cinque compositori cui la FIDE attribuì il titolo di Maestro internazionale per la composizione.
Nel 1979 Gerbstman lasciò la Russia ed emigrò con la moglie e la figlia in Svezia, stabilendosi a Stoccolma.
Scrisse diversi libri, tra cui:
- Composizioni scacchistiche e partite, Mosca-Leningrado 1930 (tradotto in olandese nel 1948)
- Gli studi scacchistici in URSS, Mosca-Leningrado 1934 (tradotto in olandese nel 1937)
- Studi scacchistici contemporanei, Mosca-Leningrado 1937 (tradotto in olandese nel 1948)
- La caduta del Re nero, Ama-Ata 1948 (tradotto in tedesco nel 1960)
- Selezione di studi scacchistici, 1964

## Uno studio di Gerbstman
|   | a | b | c | d | e | f | g | h |   |
| 8 | g8 cavallo del bianco · h8 re del nero · e7 torre del bianco · f6 torre del bianco · f4 pedone del nero · h4 re del bianco · e3 alfiere del nero · e2 torre del nero · g2 pedone del nero · f1 alfiere del nero | g8 cavallo del bianco · h8 re del nero · e7 torre del bianco · f6 torre del bianco · f4 pedone del nero · h4 re del bianco · e3 alfiere del nero · e2 torre del nero · g2 pedone del nero · f1 alfiere del nero | g8 cavallo del bianco · h8 re del nero · e7 torre del bianco · f6 torre del bianco · f4 pedone del nero · h4 re del bianco · e3 alfiere del nero · e2 torre del nero · g2 pedone del nero · f1 alfiere del nero | g8 cavallo del bianco · h8 re del nero · e7 torre del bianco · f6 torre del bianco · f4 pedone del nero · h4 re del bianco · e3 alfiere del nero · e2 torre del nero · g2 pedone del nero · f1 alfiere del nero | g8 cavallo del bianco · h8 re del nero · e7 torre del bianco · f6 torre del bianco · f4 pedone del nero · h4 re del bianco · e3 alfiere del nero · e2 torre del nero · g2 pedone del nero · f1 alfiere del nero | g8 cavallo del bianco · h8 re del nero · e7 torre del bianco · f6 torre del bianco · f4 pedone del nero · h4 re del bianco · e3 alfiere del nero · e2 torre del nero · g2 pedone del nero · f1 alfiere del nero | g8 cavallo del bianco · h8 re del nero · e7 torre del bianco · f6 torre del bianco · f4 pedone del nero · h4 re del bianco · e3 alfiere del nero · e2 torre del nero · g2 pedone del nero · f1 alfiere del nero | g8 cavallo del bianco · h8 re del nero · e7 torre del bianco · f6 torre del bianco · f4 pedone del nero · h4 re del bianco · e3 alfiere del nero · e2 torre del nero · g2 pedone del nero · f1 alfiere del nero | 8 |
| 7 | g8 cavallo del bianco · h8 re del nero · e7 torre del bianco · f6 torre del bianco · f4 pedone del nero · h4 re del bianco · e3 alfiere del nero · e2 torre del nero · g2 pedone del nero · f1 alfiere del nero | g8 cavallo del bianco · h8 re del nero · e7 torre del bianco · f6 torre del bianco · f4 pedone del nero · h4 re del bianco · e3 alfiere del nero · e2 torre del nero · g2 pedone del nero · f1 alfiere del nero | g8 cavallo del bianco · h8 re del nero · e7 torre del bianco · f6 torre del bianco · f4 pedone del nero · h4 re del bianco · e3 alfiere del nero · e2 torre del nero · g2 pedone del nero · f1 alfiere del nero | g8 cavallo del bianco · h8 re del nero · e7 torre del bianco · f6 torre del bianco · f4 pedone del nero · h4 re del bianco · e3 alfiere del nero · e2 torre del nero · g2 pedone del nero · f1 alfiere del nero | g8 cavallo del bianco · h8 re del nero · e7 torre del bianco · f6 torre del bianco · f4 pedone del nero · h4 re del bianco · e3 alfiere del nero · e2 torre del nero · g2 pedone del nero · f1 alfiere del nero | g8 cavallo del bianco · h8 re del nero · e7 torre del bianco · f6 torre del bianco · f4 pedone del nero · h4 re del bianco · e3 alfiere del nero · e2 torre del nero · g2 pedone del nero · f1 alfiere del nero | g8 cavallo del bianco · h8 re del nero · e7 torre del bianco · f6 torre del bianco · f4 pedone del nero · h4 re del bianco · e3 alfiere del nero · e2 torre del nero · g2 pedone del nero · f1 alfiere del nero | g8 cavallo del bianco · h8 re del nero · e7 torre del bianco · f6 torre del bianco · f4 pedone del nero · h4 re del bianco · e3 alfiere del nero · e2 torre del nero · g2 pedone del nero · f1 alfiere del nero | 7 |
| 6 | g8 cavallo del bianco · h8 re del nero · e7 torre del bianco · f6 torre del bianco · f4 pedone del nero · h4 re del bianco · e3 alfiere del nero · e2 torre del nero · g2 pedone del nero · f1 alfiere del nero | g8 cavallo del bianco · h8 re del nero · e7 torre del bianco · f6 torre del bianco · f4 pedone del nero · h4 re del bianco · e3 alfiere del nero · e2 torre del nero · g2 pedone del nero · f1 alfiere del nero | g8 cavallo del bianco · h8 re del nero · e7 torre del bianco · f6 torre del bianco · f4 pedone del nero · h4 re del bianco · e3 alfiere del nero · e2 torre del nero · g2 pedone del nero · f1 alfiere del nero | g8 cavallo del bianco · h8 re del nero · e7 torre del bianco · f6 torre del bianco · f4 pedone del nero · h4 re del bianco · e3 alfiere del nero · e2 torre del nero · g2 pedone del nero · f1 alfiere del nero | g8 cavallo del bianco · h8 re del nero · e7 torre del bianco · f6 torre del bianco · f4 pedone del nero · h4 re del bianco · e3 alfiere del nero · e2 torre del nero · g2 pedone del nero · f1 alfiere del nero | g8 cavallo del bianco · h8 re del nero · e7 torre del bianco · f6 torre del bianco · f4 pedone del nero · h4 re del bianco · e3 alfiere del nero · e2 torre del nero · g2 pedone del nero · f1 alfiere del nero | g8 cavallo del bianco · h8 re del nero · e7 torre del bianco · f6 torre del bianco · f4 pedone del nero · h4 re del bianco · e3 alfiere del nero · e2 torre del nero · g2 pedone del nero · f1 alfiere del nero | g8 cavallo del bianco · h8 re del nero · e7 torre del bianco · f6 torre del bianco · f4 pedone del nero · h4 re del bianco · e3 alfiere del nero · e2 torre del nero · g2 pedone del nero · f1 alfiere del nero | 6 |
| 5 | g8 cavallo del bianco · h8 re del nero · e7 torre del bianco · f6 torre del bianco · f4 pedone del nero · h4 re del bianco · e3 alfiere del nero · e2 torre del nero · g2 pedone del nero · f1 alfiere del nero | g8 cavallo del bianco · h8 re del nero · e7 torre del bianco · f6 torre del bianco · f4 pedone del nero · h4 re del bianco · e3 alfiere del nero · e2 torre del nero · g2 pedone del nero · f1 alfiere del nero | g8 cavallo del bianco · h8 re del nero · e7 torre del bianco · f6 torre del bianco · f4 pedone del nero · h4 re del bianco · e3 alfiere del nero · e2 torre del nero · g2 pedone del nero · f1 alfiere del nero | g8 cavallo del bianco · h8 re del nero · e7 torre del bianco · f6 torre del bianco · f4 pedone del nero · h4 re del bianco · e3 alfiere del nero · e2 torre del nero · g2 pedone del nero · f1 alfiere del nero | g8 cavallo del bianco · h8 re del nero · e7 torre del bianco · f6 torre del bianco · f4 pedone del nero · h4 re del bianco · e3 alfiere del nero · e2 torre del nero · g2 pedone del nero · f1 alfiere del nero | g8 cavallo del bianco · h8 re del nero · e7 torre del bianco · f6 torre del bianco · f4 pedone del nero · h4 re del bianco · e3 alfiere del nero · e2 torre del nero · g2 pedone del nero · f1 alfiere del nero | g8 cavallo del bianco · h8 re del nero · e7 torre del bianco · f6 torre del bianco · f4 pedone del nero · h4 re del bianco · e3 alfiere del nero · e2 torre del nero · g2 pedone del nero · f1 alfiere del nero | g8 cavallo del bianco · h8 re del nero · e7 torre del bianco · f6 torre del bianco · f4 pedone del nero · h4 re del bianco · e3 alfiere del nero · e2 torre del nero · g2 pedone del nero · f1 alfiere del nero | 5 |
| 4 | g8 cavallo del bianco · h8 re del nero · e7 torre del bianco · f6 torre del bianco · f4 pedone del nero · h4 re del bianco · e3 alfiere del nero · e2 torre del nero · g2 pedone del nero · f1 alfiere del nero | g8 cavallo del bianco · h8 re del nero · e7 torre del bianco · f6 torre del bianco · f4 pedone del nero · h4 re del bianco · e3 alfiere del nero · e2 torre del nero · g2 pedone del nero · f1 alfiere del nero | g8 cavallo del bianco · h8 re del nero · e7 torre del bianco · f6 torre del bianco · f4 pedone del nero · h4 re del bianco · e3 alfiere del nero · e2 torre del nero · g2 pedone del nero · f1 alfiere del nero | g8 cavallo del bianco · h8 re del nero · e7 torre del bianco · f6 torre del bianco · f4 pedone del nero · h4 re del bianco · e3 alfiere del nero · e2 torre del nero · g2 pedone del nero · f1 alfiere del nero | g8 cavallo del bianco · h8 re del nero · e7 torre del bianco · f6 torre del bianco · f4 pedone del nero · h4 re del bianco · e3 alfiere del nero · e2 torre del nero · g2 pedone del nero · f1 alfiere del nero | g8 cavallo del bianco · h8 re del nero · e7 torre del bianco · f6 torre del bianco · f4 pedone del nero · h4 re del bianco · e3 alfiere del nero · e2 torre del nero · g2 pedone del nero · f1 alfiere del nero | g8 cavallo del bianco · h8 re del nero · e7 torre del bianco · f6 torre del bianco · f4 pedone del nero · h4 re del bianco · e3 alfiere del nero · e2 torre del nero · g2 pedone del nero · f1 alfiere del nero | g8 cavallo del bianco · h8 re del nero · e7 torre del bianco · f6 torre del bianco · f4 pedone del nero · h4 re del bianco · e3 alfiere del nero · e2 torre del nero · g2 pedone del nero · f1 alfiere del nero | 4 |
| 3 | g8 cavallo del bianco · h8 re del nero · e7 torre del bianco · f6 torre del bianco · f4 pedone del nero · h4 re del bianco · e3 alfiere del nero · e2 torre del nero · g2 pedone del nero · f1 alfiere del nero | g8 cavallo del bianco · h8 re del nero · e7 torre del bianco · f6 torre del bianco · f4 pedone del nero · h4 re del bianco · e3 alfiere del nero · e2 torre del nero · g2 pedone del nero · f1 alfiere del nero | g8 cavallo del bianco · h8 re del nero · e7 torre del bianco · f6 torre del bianco · f4 pedone del nero · h4 re del bianco · e3 alfiere del nero · e2 torre del nero · g2 pedone del nero · f1 alfiere del nero | g8 cavallo del bianco · h8 re del nero · e7 torre del bianco · f6 torre del bianco · f4 pedone del nero · h4 re del bianco · e3 alfiere del nero · e2 torre del nero · g2 pedone del nero · f1 alfiere del nero | g8 cavallo del bianco · h8 re del nero · e7 torre del bianco · f6 torre del bianco · f4 pedone del nero · h4 re del bianco · e3 alfiere del nero · e2 torre del nero · g2 pedone del nero · f1 alfiere del nero | g8 cavallo del bianco · h8 re del nero · e7 torre del bianco · f6 torre del bianco · f4 pedone del nero · h4 re del bianco · e3 alfiere del nero · e2 torre del nero · g2 pedone del nero · f1 alfiere del nero | g8 cavallo del bianco · h8 re del nero · e7 torre del bianco · f6 torre del bianco · f4 pedone del nero · h4 re del bianco · e3 alfiere del nero · e2 torre del nero · g2 pedone del nero · f1 alfiere del nero | g8 cavallo del bianco · h8 re del nero · e7 torre del bianco · f6 torre del bianco · f4 pedone del nero · h4 re del bianco · e3 alfiere del nero · e2 torre del nero · g2 pedone del nero · f1 alfiere del nero | 3 |
| 2 | g8 cavallo del bianco · h8 re del nero · e7 torre del bianco · f6 torre del bianco · f4 pedone del nero · h4 re del bianco · e3 alfiere del nero · e2 torre del nero · g2 pedone del nero · f1 alfiere del nero | g8 cavallo del bianco · h8 re del nero · e7 torre del bianco · f6 torre del bianco · f4 pedone del nero · h4 re del bianco · e3 alfiere del nero · e2 torre del nero · g2 pedone del nero · f1 alfiere del nero | g8 cavallo del bianco · h8 re del nero · e7 torre del bianco · f6 torre del bianco · f4 pedone del nero · h4 re del bianco · e3 alfiere del nero · e2 torre del nero · g2 pedone del nero · f1 alfiere del nero | g8 cavallo del bianco · h8 re del nero · e7 torre del bianco · f6 torre del bianco · f4 pedone del nero · h4 re del bianco · e3 alfiere del nero · e2 torre del nero · g2 pedone del nero · f1 alfiere del nero | g8 cavallo del bianco · h8 re del nero · e7 torre del bianco · f6 torre del bianco · f4 pedone del nero · h4 re del bianco · e3 alfiere del nero · e2 torre del nero · g2 pedone del nero · f1 alfiere del nero | g8 cavallo del bianco · h8 re del nero · e7 torre del bianco · f6 torre del bianco · f4 pedone del nero · h4 re del bianco · e3 alfiere del nero · e2 torre del nero · g2 pedone del nero · f1 alfiere del nero | g8 cavallo del bianco · h8 re del nero · e7 torre del bianco · f6 torre del bianco · f4 pedone del nero · h4 re del bianco · e3 alfiere del nero · e2 torre del nero · g2 pedone del nero · f1 alfiere del nero | g8 cavallo del bianco · h8 re del nero · e7 torre del bianco · f6 torre del bianco · f4 pedone del nero · h4 re del bianco · e3 alfiere del nero · e2 torre del nero · g2 pedone del nero · f1 alfiere del nero | 2 |
| 1 | g8 cavallo del bianco · h8 re del nero · e7 torre del bianco · f6 torre del bianco · f4 pedone del nero · h4 re del bianco · e3 alfiere del nero · e2 torre del nero · g2 pedone del nero · f1 alfiere del nero | g8 cavallo del bianco · h8 re del nero · e7 torre del bianco · f6 torre del bianco · f4 pedone del nero · h4 re del bianco · e3 alfiere del nero · e2 torre del nero · g2 pedone del nero · f1 alfiere del nero | g8 cavallo del bianco · h8 re del nero · e7 torre del bianco · f6 torre del bianco · f4 pedone del nero · h4 re del bianco · e3 alfiere del nero · e2 torre del nero · g2 pedone del nero · f1 alfiere del nero | g8 cavallo del bianco · h8 re del nero · e7 torre del bianco · f6 torre del bianco · f4 pedone del nero · h4 re del bianco · e3 alfiere del nero · e2 torre del nero · g2 pedone del nero · f1 alfiere del nero | g8 cavallo del bianco · h8 re del nero · e7 torre del bianco · f6 torre del bianco · f4 pedone del nero · h4 re del bianco · e3 alfiere del nero · e2 torre del nero · g2 pedone del nero · f1 alfiere del nero | g8 cavallo del bianco · h8 re del nero · e7 torre del bianco · f6 torre del bianco · f4 pedone del nero · h4 re del bianco · e3 alfiere del nero · e2 torre del nero · g2 pedone del nero · f1 alfiere del nero | g8 cavallo del bianco · h8 re del nero · e7 torre del bianco · f6 torre del bianco · f4 pedone del nero · h4 re del bianco · e3 alfiere del nero · e2 torre del nero · g2 pedone del nero · f1 alfiere del nero | g8 cavallo del bianco · h8 re del nero · e7 torre del bianco · f6 torre del bianco · f4 pedone del nero · h4 re del bianco · e3 alfiere del nero · e2 torre del nero · g2 pedone del nero · f1 alfiere del nero | 1 |
|   | a | b | c | d | e | f | g | h |   |

Soluzione:
Non si vede come impedire la promozione del pedone g2.
1. Tf8!  questa mossa implica il sacrificio della Torre in e7 (per lo scacco di scoperta da parte dell'alfiere nero);
1. ...Af2+  2. Rh5  Txe7
3. Rh6!  (se 3. Cxe7? Rg7 4. T≈  g1=D e vince il nero)  3. ...Tf7!
4. Ta8  Ta7!
5. Tb8  Tb7!
6. Tc8  Tc7
7. Td8  Td7
8. Te8  e vince.
(se 8...Td8 9.Txd8 Ab6 10.Tf8 Ac5 11.Ce7 #)